# Mộ Dung Hàn
Mộ Dung Hàn (chữ Hán: 慕容翰, ? - 344), tên tự là Nguyên Ung, quê ở Chức Thành, huyện Xương Lê, là một tướng lĩnh và quý tộc người Tiên Ti cát cứ ở miền bắc Trung Quốc vào thời Ngũ Hồ thập lục quốc, con trai của Liêu Đông công Mộ Dung Hối và là em trai của Yên vương Mộ Dung Hoảng, người được xem là vị vua đầu tiên của Tiền Yên, một trong mười sáu nước Ngũ Hồ.

## Chiến tướng người Tiên Ti
Mộ Dung Hàn là con trai thứ tư của Mộ Dung Hối, thủ lĩnh bộ tộc Tiên Ti cát cứ ở miền đông bắc Trung Quốc. Từ năm 318, khi triều đình nhà Tấn bị quân Hán Triệu đánh bại, phải dời xuống phía nam thì Mộ Dung Hối vẫn tiếp tục nhận tước phong của Tấn triều và trở thành một trong số ít các thế lực ở phía bắc còn quy phục vào nhà Tấn.
Sử sách miêu tả Mộ Dung Hàn là người có tính cách hùng tráng, hào phóng, dũng lược, có mưu trí và cũng là một người giỏi bắn cung. Do đó ông rất được cha yêu mến, thường cử làm tướng chống lại sự xâm lược của các thế lực khác và thường xuyên giành được thắng lợi, lập được nhiều công trạng cho Mộ Dung bộ. Vào năm 311, hai thủ lĩnh tộc Tiên Ti là Tố Hỉ và Mộc Hoàn Tân đem quân liên tục công đánh vào quận Liêu Đông, khiến dân chúng kinh hoảng, nhiều người bỏ xứ đi nơi khác. Mộ Dung Hàn khuyên cha nên mau chóng đánh dẹp để tránh họa loạn tràn lan. Mộ Dung Hối chấp thuận, cử Mộ Dung Hàn làm tiên phong đem quân đánh Tố Hỉ và Mộc Hoàn Tân. Mộ Dung Hàn chém được hai tướng địch và quân Mộ Dung giành chiến thắng lớn, dẹp yên được bạo loạn. Về sau Mộ Dung Hàn được cử sang quản lý vùng đất Đồ Hà.
Năm 319, Cao Câu Ly, Vũ Văn bộ và Đoàn bộ hợp quân tấn công Mộ Dung bộ. Mộ Dung Hối lúc đó triệu Mộ Dung Hàn về Chức Thành chống giữ. Cuối cùng quân Mộ Dung đánh tan được liên quân ba nước, giải nguy cho Chức Thành. Sang năm 321, khi Mộ Dung Hối được giao toàn quyền cai trị quận Liêu Đông thì Mộ Dung Hàn cũng ra sức thu nhận người tài, tiếp đãi kẻ sĩ, do đó được nhiều quan lại và tướng lĩnh coi trọng, đồng thời cũng nhận được sự tín nhiệm của cha, song điều này lại làm cho người anh trai trưởng của ông là Mộ Dung Hoảng trở nên ghen tị và nghi ngờ.

## Trốn sang Đoàn bộ
Năm 333, Mộ Dung Hối qua đời, Mộ Dung Hoảng lên nắm quyền cai trị Liêu Đông. Do lo ngại về sự nghi kị của anh trai đối với mình nên Mộ Dung Hàn trốn khỏi Mộ Dung bộ và chạy sang Đoàn bộ lân cận để tị nạn. Thủ lĩnh Đoàn bộ bấy giờ là Đoàn Liêu vốn ngưỡng mộ tài năng của Mộ Dung Hàn nên đã thu nhận ông. Năm 334, Đoàn Liêu cử Mộ Dung Hàn cùng em trai mình là tướng Đoàn Lan tiến công Liễu Thành thuộc vùng kiểm soát của Mộ Dung bộ. Tướng giữ Liễu Thành là Thạch Tông cố giữ chống giữ khiến quân Đoàn không thể công phá được. Về sau thấy Đoàn Lan đánh bại quân Mộ Dung, Mộ Dung Hàn lo lắng cho bộ tộc của mình, bèn bức Đoàn Lan truy kích quân Mộ Dung nhưng rốt cục không công phá được và bị Thạch Tông đánh bại.
Năm 337, Mộ Dung Hoảng liên kết với Hậu Triệu mở cuộc xâm lược vào lãnh thổ Đoàn bộ. Sang năm 338, quân Yên đánh vào các thành ở phía bắc kinh thành Lệnh Chi của Đoàn bộ. Đoàn Liêu muốn cử đại quân chống lại, nhưng Mộ Dung Hàn nhận thấy rằng quân của Mộ Dung Hoảng mạnh và đông hơn nên cần phải đối phó với Hậu Triệu và chưa nên vội đánh quân Yên. Đoàn Liêu không chấp nhận đề xuất này và còn chỉ trích Mộ Dung Hàn về thất bại lúc trước ở Liễu Thành, vì thế trực tiếp dẫn quân truy kích quân Yên và bị Mộ Dung Hoảng đánh bại. Cùng năm đó, quân Hậu Triệu tiến công và chiếm được Lệnh Chi, Đoàn Liêu trốn sang Mật Vân sơn, sau đầu hàng quân Yên, còn Mộ Dung Hàn lại theo về với Vũ Văn bộ.
Mộ Dung Hàn thường tự nhận mình là người tài giỏi, nhưng kể từ lúc sang Vũ Văn bộ, một nơi ít xảy ra chiến tranh thì ông lại ít có cơ hội cầm quân, do vậy sinh ra chán nản, trở nên nghiện rượu và thay đổi tâm tính. Thủ lĩnh Vũ Văn bộ là Vũ Văn Dật Dậu Quy biết việc đó nhưng thường bỏ qua cho Mộ Dung Hàn.

## Về nước
Năm 340, Mộ Dung Hoảng phái người thương nhân là Vương Xa sang Vũ Văn bộ, liên lạc với Mộ Dung Hàn nhằm thuyết phục ông trở về Yên. Sau Vương Xa trở về nước báo cáo lại tình hình, Mộ Dung Hoảng bèn phái Xa sang đón Mộ Dung Hàn. Vũ Văn Dật Dậu tức giận việc Mộ Dung Hàn bỏ trốn nên phái quân kị đuổi theo. Mộ Dung Hàn không muốn giết kị binh Vũ Văn nên chỉ bỏ chạy tới hơn một trăm dặm chứ không chống trả. Tuy nhiên quân kị Vũ Văn vẫn đuổi theo và giương cung bắn vào ông, nhưng không trúng đành tiếp tục truy kích. Cuối cùng Mộ Dung Hàn dùng cung tên bắn một phát vào viên tướng của quân Vũ Văn, kị binh đành phải rút lui. Mộ Dung Hàn thành công trở về nước và được Mộ Dung Hoảng tiếp đón trọng hậu.
Năm 342, quân Cao Câu Ly tiến hành chiến tranh tiến đánh vào lãnh thổ Tiền Yên, Mộ Dung Hàn nhận thấy cơ hội để tiêu diệt Vũ Văn bộ đã đến, bèn kiến nghị Mộ Dung Hoảng nên tiến đánh Cao Câu Ly trước, sau khi quay về sẽ thừa thắng mà tiêu diệt Vũ Văn bộ, làm chủ toàn bộ miền phía đông và chuẩn bị tiến vào Trung Nguyên. Mộ Dung Hoảng đồng tình, quyết định phái quân chống trả với Cao Câu Ly, giành được thắng lợi, buộc Cao Câu Ly phải xưng thần vào năm 343.
Cùng năm 343, Vũ Văn Dật Đậu Quy phái tướng Mạc Thiển Hồn tiến đánh Tiền Yên, bị quân Yên đánh bại. Đến năm 344, Mộ Dung Hoảng quyết định tấn công Vũ Văn bộ, bèn cử Mộ Dung Hàn làm tiên phong tướng quân, đối đầu với quân Vũ Văn do tướng Thiệp Dịch Vu chỉ huy. Mộ Dung Hàn đích thân dẫn quân ra trận, đại thắng quân Vũ Văn, chém Thiệp Dịch Vu và buộc Vũ Văn bộ rút về phía nam, thôn tính phần lớn đất đai của bộ tộc này.
Tuy nhiên Mộ Dung Hàn cũng đã bị thương nặng trong trận chiến với Thiệp Dịch Vu, phải dưỡng thương một thời gian. Năm 344, sau khi khỏi bệnh, ông cho mua nhiều ngựa tốt về nhà, việc này có người phát giác, nói với Mộ Dung Hoảng. Mộ Dung Hoảng tin rằng Mộ Dung Hàn có ý làm phản bèn ép ông phải tự tử. Mộ Dung Hàn đành uống thuộc độc và qua đời.

## Con cái
- Mộ Dung Câu, sau được phong chức Nhạc Lăng thái thú dưới triều Tiền Yên, bị Thanh châu thứ sử Chu Ngọc giết chết[11].